# Throatzillaaa
"Throatzillaaa" é uma canção da cantora estadunidense Slayyyter, contida em seu álbum de estreia, Troubled Paradise (2021). Foi composta pela própria em conjunto com Spencer Hawk, e sendo produzida pelo mesmo. A faixa foi lançada em 13 de novembro de 2020, através da gravadora Fader Label, servindo como o segundo single do disco.

## Fundo
A música foi originalmente chamada "Chokezilla", mas logo foi alterada para "Throatzillaaa". Slayyyter tocou a música em um DJ set no ZOOM, junto com "Dangerous". Slayyyter também mostrou o o nome da música no remix de "Gimme More" em abril: "Faço garganta profunda em seu pau tipo woah". Basicamente, a música é sobre fazer sexo oral como um profissional.
A música foi anunciada em 11 de novembro de 2020 por Slayyyter no Twitter, após postar trechos de um vídeo com letra no Instagram e TikTok. Slayyyter cantou a música pela primeira vez no HEAV3N em 31 de outubro de 2020. Ela também cantou "Self Destruct" e "Daddy AF". A arte da capa foi desenhada por Revolving Style.

## Videoclipe
Em conjunto com a canção, um vídeo com a letra foi lançado na conta oficial de Slayyyter no YouTube. O vídeo com a letra foi feito por Quinn Blackburn.

## Faixas e formatos
| Download digital |                 |         |  |
| N.º              | Título          | Duração |  |
| 1.               | "Throatzillaaa" | 3:05    |  |

## Histórico de lançamento
| Região | Data                   | Formato(s)                 | Versão   | Gravadora(s) | Ref.        |
| ------ | ---------------------- | -------------------------- | -------- | ------------ | ----------- |
| Várias | 13 de novembro de 2020 | Download digital streaming | Original | Fader        | [ 4 ] [ 5 ] |